# Tecution planum
Genre
Espèce
Synonymes
- Cheiracanthium planum O. Pickard-Cambridge, 1873
- Cheiracanthium mellissi O. Pickard-Cambridge, 1873
- Tecution helenicola Benoit, 1977

Tecution planum, unique représentant du genre Tecution, est une espèce d'araignées aranéomorphes de la famille des Cheiracanthiidae.

## Distribution
Cette espèce est endémique de l'île de Sainte-Hélène.

## Description
La carapace des mâles mesure de 3,3 à 5,3 mm de long sur de 2,1 à 3,4 mm et l'abdomen 3,5 mm à 5,5 mm et la carapace des femelles mesure de 3,5 à 3,8 mm de long sur de 2,6 à 2,8 mm et l'abdomen de 4,4 à 4,7 mm,.

## Systématique et taxinomie
Cette espèce a été décrite sous le protonyme Cheiracanthium planum par O. Pickard-Cambridge en 1873. Elle est placée dans le genre Tecution par Benoit en 1977.
Cheiracanthium mellissi et Tecution helenicola ont été placées en synonymie par Sherwood, Henrard, Fowler et Ashmole en 2023.

## Publications originales
- O. Pickard-Cambridge, 1873 : « On the spiders of St Helena. » Proceedings of the Zoological Society of London, vol. 1873, p. 210-227 (texte intégral).
- Benoit, 1977 : « Fam. Clubionidae. La faune terrestre de l'île de Sainte-Hélène IV. » Annales du Musée Royal de l'Afrique Centrale, Série in Octavo, Sciences Zoologiques, vol. 220, p. 64-81.